# Petran
Petran is een plaats en voormalige gemeente in de stad (bashkia) Përmet in de prefectuur Gjirokastër in Albanië. Sinds de gemeentelijke herindeling van 2015 doet Petran dienst als deelgemeente en is het een bestuurseenheid zonder verdere bestuurlijke bevoegdheden. De plaats telde bij de census van 2011 1.622 inwoners.

## Bevolking
In de volkstelling van 2011 telde de (voormalige) gemeente Petran 1.622 inwoners, een daling vergeleken met 2.248 inwoners op 1 april 2001. De bevolking bestond voor het merendeel uit etnische Albanezen (1.387 personen; 85,51%), gevolgd door een groep etnische Grieken (121 personen; 7,46%) en een nog kleinere groep Aroemenen (24 personen; 1,48%).
Van de 1.622 inwoners in 2011 waren er 221 tussen de 0 en 14 jaar oud (13,6%), 1.080 inwoners waren tussen de 15 en 64 jaar oud (66,6%) en 321 inwoners waren 65 jaar of ouder (19,8%).

### Religie
De grootste religie in Petran was de Albanees-Orthodoxe Kerk: 915 van de 1.622 inwoners waren orthodox, oftewel 56% van de bevolking. De grootste minderheidsreligies waren de soennitische islam, met 335 aanhangers, oftewel 21% van de bevolking. Het bektashisme had 130 aanhangers, oftewel 8%, en het katholicisme had 52 aanhangers (3%).
| Plaats | Bevolking (2011) | Islam (%)    | Katholiek (%) | Orthodox (%) | Bektashisme (%) |
| ------ | ---------------- | ------------ | ------------- | ------------ | --------------- |
| Petran | 1.622            | 335 (20,65%) | 52 (3,21%)    | 915 (56,41%) | 130 (8,01%)     |